# Carrer de Jesús
El carrer de Jesús és una via urbana de la ciutat de València en sentit nord-sud des del centre de la ciutat cap al districte de Jesús al sud-oest. Rep el nom de Jesús perquè era el camí que comunicava la ciutat amb l'antic Convent de Santa Maria de Jesús.
S'inicia a l'encreuament del carrer de Guillem de Castro amb la fi del carrer de Quevedo, i finalitza a la plaça de Jesús i a l'inici de l'avinguda de Gaspar Aguilar. S'encreua a més amb la Gran Via de Ramón y Cajal de la ronda de les grans vies, i amb l'avinguda de Giorgeta de la ronda de trànsits de València.

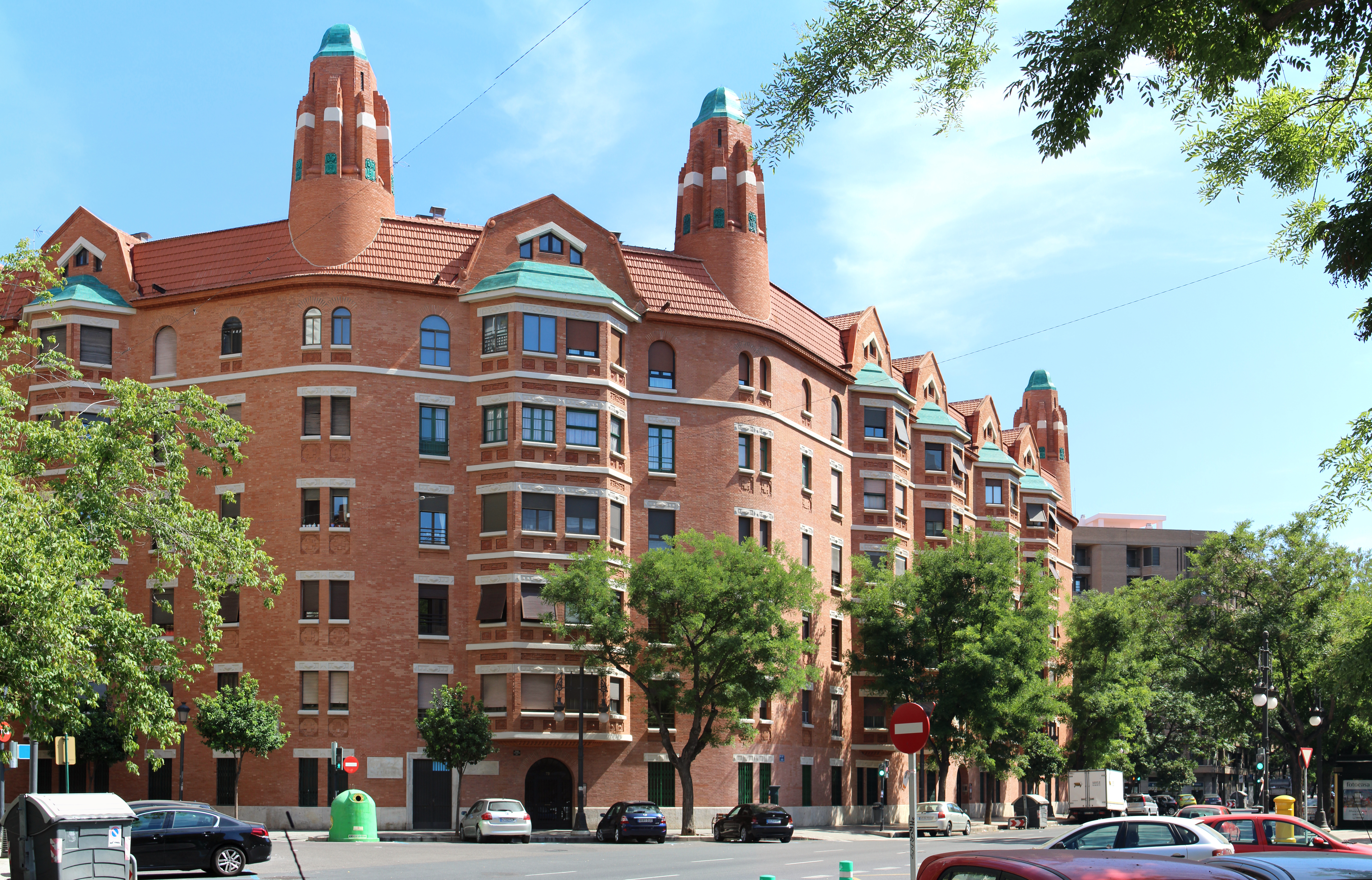
La Finca Roja de Enrique Viedma Vidal.

El carrer correspon aproximadament amb el "Camí Vell de Picassent", i va nàixer com a alternativa rectilínia a aquest camí. Se situava entre l'antic poble de Patraix a l'oest i el carrer de Sant Vicent Màrtir a l'est. El franciscà Convent de Santa Maria de Jesús va ser fundat el 1428 per Maria de Castella, convent que a partir del 1866 va ser el "Sanatori Psiquiàtric Provincial Pare Jofré", raó per la qual encara és recordat com a psiquiàtric.
Destaca la Finca Roja de 1933, un edifici residencial expressionista d'Enric Viedma i Vidal considerat com a patrimoni de la ciutat. A la plaça de Jesús es troba el municipal Mercat de Jesús, just davant de l'església parroquial de l'antic Convent de Santa Maria de Jesús.
Les línies d'autobusos de l'EMT de València que travessen el carrer o part del carrer són: 9, 10, 11, 17, 27, 61, 63, 71, N3 i N6. Altres línies amb parades properes al carrer són: 2, 3, 41, 64, 70, 72, 79, 80, 89, 90, N4, N5, N89 i N90. A poc més de 300 metres del carrer cap al sud-est, a l'avinguda de Giorgeta es troba l'Estació de Joaquim Sorolla de les línies 1 i 5 de MetroValencia, coneguda com a estació de Jesús fins a desembre de 2010.